# Gong Luming
Dans ce nom, le nom de famille, Gong, précède le nom personnel.
Gong Luming, (en chinois : 宫鲁鸣), né le 27 août 1957, à Shandong, en Chine, est un ancien joueur et entraîneur de basket-ball chinois. Il évolue durant sa carrière au poste de meneur.